# Золотурнский талер
Золотурнский талер — денежная единица, выпускавшаяся до 1798 года швейцарским кантоном Золотурн.

## История
В 1218 году Золотурн получил статус имперского города. В 1381 году город получил право чеканки монет, но фактически чеканил её уже примерно с 1300 года. В 1481 году кантон присоединился к Швейцарскому союзу.
В 1798 году Золотурн вошёл в состав Гельветической республики, в том же году была введена единая денежная единица — франк Гельветической республики, чеканка монет кантона была прекращена.
Акт посредничества от 19 февраля 1803 года прекратил существование Гельветической республики. Кантоны получали существенную самостоятельность, в том числе вновь могли чеканить собственную монету. Кантон возобновил собственную чеканку в 1805 году, однако новой денежной единицей кантона был уже не талер, а золотурнский франк.

## Монеты
Монетная система и набор номиналов монет кантона со временем менялись, периодически чеканка монет приостанавливалась. В XVII—XVIII веках талер = 2 гульдена = 40 батценов = 160 крейцеров = 320 фиреров.
В XVII веке чеканились монеты:
- биллонные: 1⁄2, 1 крейцер, 1⁄2, 1 батцен;
- серебряные: 1⁄2, 1 диккен, 1⁄2, 1 талер (викторталер);
- золотые: в качестве торговых монет чеканились 1⁄2 и 1 дукат[1].

В XVIII веке чеканились монеты:
- биллонные: 1⁄2, 1, 4 крейцера, 1⁄2 батцена;
- серебряные: 10, 20 крейцеров, 21⁄2, 5, 10, 20 батценов;
- золотые: 1⁄4, 1⁄2, 1, 2 дуплона, 1 дукат[2].